# Курганное (Красноперекопский район)
Курга́нное (до 1945 года Бию́к-Кишкара́; укр. Курганне, крымскотат. Qış Qara, Къыш Къара) — село в Красноперекопском районе Республики Крым, входит в состав Ильинского сельского поселения (согласно административно-территориальному делению Украины — Ильинского сельского совета Автономной Республики Крым).

## Население
| 2001 | 2014 |
| ---- | ---- |
| 176  | ↘72  |

Всеукраинская перепись 2001 года показала следующее распределение по носителям языка
| Язык             | Процент |
| ---------------- | ------- |
| русский          | 44.89   |
| украинский       | 35.2    |
| крымскотатарский | 18.75   |
| белорусский      | 1.14    |

### Динамика численности
| - 1805 год — 422 чел. - 1864 год — 106 чел. - 1889 год — 191 чел. - 1892 год — 125 чел. - 1900 год — 149 чел. - 1915 год — 83/ чел. | - 1926 год — 134 чел. - 1939 год — 213 чел. - 1989 год — 158 чел. - 2001 год — 176 чел. - 2009 год — 133 чел. - 2014 год — 72 чел. |

## Современное состояние
На 2017 год в Курганном числится 3 улицы; на 2009 год, по данным сельсовета, село занимало площадь 50,8 гектара, на которой в 57 дворах проживало 133 человека, в Курганном действуют сельский клуб. Село связано автобусным сообщением, городами Крыма с райцентром и соседними населёнными пунктами.
В соответствии с Приказом ФСБ РФ от 26 ноября 2014 года N 659 вблизи Курганного (приблизительно 2 км к северо-западу) на побережье моря начинается пограничная зона. Само Курганное в погранзону не входит. Лицам, не являющимся гражданами России, без соответствующих документов запрещается движение по побережью севернее Курганного. Граждане России могут посещать погранзону при обязательном наличии внутреннего паспорта гражданина России, не приближаясь к линии границы с Херсонской областью Украины ближе 5 км. Для посещения 5-километровой пограничной полосы пропуска, либо другие документы нужны и гражданам России..

## География
Курганное расположено на западе района, у границы с Раздольненским, высота центра села над уровнем моря — 5 м. Ближайшие сёла на юго-востоке: Ильинка в 6 км и Воронцовка в 5 км. Расстояние до райцентра — около 22 километров (по шоссе), там же ближайшая железнодорожная станция — Красноперекопск (на линии Джанкой — Армянск). Транспортное сообщение осуществляется по региональной автодороге 35Н-274 Ильинка — Курганное (по украинской классификации — С-0-10703).

## История
Первое упоминание деревни Кышкара встречается в «Книге путешествий» Эвлии Челеби под 1667 годом.
В следующем документе селение упоминается в Камеральном Описании Крыма… 1784 года, судя по которому, в последний период Крымского ханства Кыш Кара входил в Самарчик кадылык Перекопского каймаканства. После присоединения Крыма к России (8) 19 апреля 1783 года, (8) 19 февраля 1784 года, именным указом Екатерины II сенату, на территории бывшего Крымского Ханства была образована Таврическая область и деревня была приписана к Перекопскому уезду. После Павловских реформ, с 1796 по 1802 год, входила в Перекопский уезд Новороссийской губернии. По новому административному делению, после создания 8 (20) октября 1802 года Таврической губернии, Кышкара была включена в состав Бустерчинской волости Перекопского уезда.
По Ведомости о всех селениях в Перекопском уезде состоящих с показанием в которой волости сколько числом дворов и душ… от 21 октября 1805 года, в деревне Кишкара числилось 90 дворов, 409 крымских татар, 8 цыган и 5 ясыров. На военно-топографической карте генерал-майора Мухина 1817 года деревня Кыш кара обозначена с 91 двором. После реформы волостного деления 1829 года Кишкару, согласно «Ведомости о казённых волостях Таврической губернии 1829 года», передали в состав Ишуньской волости (переименованной из Бустерчинской). На карте 1836 года в деревне 40 дворов, как и на карте 1842 года.
В 1860-х годах, после земской реформы Александра II, деревню приписали к Ишуньской волости. В «Списке населённых мест Таврической губернии по сведениям 1864 года», составленном по результатам VIII ревизии 1864 года, Биюк-Кышкара — владельческая татарская деревня, с 17 дворами, 106 жителями и соборной мечетью при колодцах. На 1867 год в селении действовала татарская начальная школа. По обследованиям профессора А. Н. Козловского начала 1860-х годов, «колодцы неглубокие, от 3 до 6 саженей (от 6 до 12 м), но большая их половина с солоноватою водою». На трехверстовой карте Шуберта 1865—1876 года в деревне Кышкара обозначено 16 дворов. По «Памятной книге Таврической губернии 1889 года», по результатам Х ревизии 1887 года, в деревне Биюк-Кышкора числилось 37 дворов и 191 житель.
После земской реформы 1890 года Биюк-Кишкару отнесли к Джурчинской волости.Согласно «…Памятной книжке Таврической губернии на 1892 год», в деревне Биюк-Кишкара, не входившей ни в одно сельское общество и находящейся в наследственной собственности князя Воронцова, было 125 жителей в 21 домохозяйстве. По «…Памятной книжке Таврической губернии на 1900 год» в деревне Биюк-Кашкара числилось 149 жителей в 29 дворах. По Статистическому справочнику Таврической губернии. Ч.II-я. Статистический очерк, выпуск пятый Перекопский уезд, 1915 год, в деревне Биюк-Бишкара Джурчинской волости Перекопского уезда числилось 20 дворов (все дворы безземельные) с татарским населением в количестве 83 человек приписных жителей, из которых 48 мужчин и 35 женщин. Жители владели 300 десятинами удобной земли. В хозяйствах имелось 30 лошадей, 10 коров и 100 голов мелкого скота.
После установления в Крыму Советской власти, по постановлению Крымревкома от 8 января 1921 года № 206 «Об изменении административных границ» была упразднена волостная система, Перекопский уезд переименовали в Джанкойский, в котором был образован Ишуньский район, в состав которого включили село, а в 1922 году уезды получили название округов. 11 октября 1923 года, согласно постановлению ВЦИК, в административное деление Крымской АССР были внесены изменения, в результате которых округа были отменены, Ишуньский район упразднён и село вошло в состав Джанкойского района. Согласно Списку населённых пунктов Крымской АССР по Всесоюзной переписи 17 декабря 1926 года, в селе Биюк-Кашкара, Воронцовского сельсовета Джанкойского района, числилось 30 дворов, из них 29 крестьянских, население составляло 134 человека, все татары, действовала татарская школа. Постановлением ВЦИК от 30 октября 1930 года был восстановлен Ишуньский район и село включили в его состав. Постановлением Центрального исполнительного комитета Крымской АССР от 26 января 1938 года Ишуньский район был ликвидирован и создан Красноперекопский район с центром в поселке Армянск (по другим данным 22 февраля 1937 года). К 1940 году село становится центром сельсовета. По данным всесоюзной переписи населения 1939 года в селе проживало 213 человек. На подробной карте РККА северного Крыма 1941 года в Биюк-Кишкаре отмечено 33 двора.
В 1944 году, после освобождения Крыма от фашистов, согласно постановлению ГКО № 5859 от 11 мая 1944 года, 18 мая крымские татары были депортированы в Среднюю Азию. 12 августа 1944 года было принято постановление № ГОКО-6372с «О переселении колхозников в районы Крыма», по которому в район переселялись семьи колхозников. Указом Президиума Верховного Совета РСФСР от 21 августа 1945 года Биюк-Кишкара был переименован в Курганое и Биюк-Кишкаринский сельсовет — в Кургановский. Вероятно, в процессе переименования сёл произошла ошибка, поскольку, судя по картам, на месте нынешнего Курганного располагался Бой-Казак Татарский, а Кишкара — примерно в километре восточнее. С 25 июня 1946 года Курганое в составе Крымской области РСФСР, а 26 апреля 1954 года Крымская область была передана из состава РСФСР в состав УССР. В том же, 1954 году, сельсовет упразднили и село включили в состав Ильинского. На 15 июня 1960 года село числилось в составе Воронцовского сельсовета, на 1968 год — вновь в Ильинском. По данным переписи 1989 года в селе проживало 158 человек. С 12 февраля 1991 года село в восстановленной Крымской АССР, 26 февраля 1992 года переименованной в Автономную Республику Крым. С 21 марта 2014 года в составе Крыма аннексировано Россией.